# Jennifer Allan
Jennifer Lynn Allan, née le 14 mai 1974 à Las Vegas (Nevada), est un mannequin de charme américain. Elle a été playmate de Playboy, Miss Septembre 1996.

## Biographie
Née dans la ville du jeu, d'ascendances suédoises et irlandaises, Jennifer Lynn Allan démarre dans la vie avec des cheveux bruns-roux, des yeux de chat, et des ambitions modestes : Elle souhaite être au contact des enfants et enseigner en école maternelle.
C'est en travaillant comme vendeuse de cigarettes dans un casino de la ville qu'elle voit la chance lui sourire. Elle est remarquée pour sa beauté et on lui propose de devenir mannequin pour une grande marque américaine de maillots de bains. Tout s'enchaîne alors. Elle pose pour divers catalogues, tourne dans des clips de musique country et joue dans des publicités diffusées sur la télévision locale.
La consécration arrive quand elle est choisie par Playboy pour être la Playmate du mois de septembre 1996 (photos prises par Richard Fegley). Par la suite, on la retrouvera dans des vidéos ainsi que dans d'autres numéros du magazine aux grandes oreilles.

## Photographie
Apparitions dans Playboy
- Playboy, Septembre 1996, Playmate Of The Month : Living Las Vegas par Richard Fegley

| - Playboy's Sexy Ladies, Octobre 1995 - Playboy's Book of Lingerie, Novembre-Décembre 1995 - Playboy's Book of Lingerie, Mars-Avril 1996 - Playboy's Book of Lingerie, Juillet-Août 1996 - Playboy's Playmate Review, 1997 - Playboy's Playmates Exposed, 1997 - Playboy's Nude Playmates , Juin 1997 - Playboy's Book of Lingerie, Juillet-Août 1997 - Playboy's Facts and Figures, Octobre 1997 - Playboy's Playmates in Bed , Décembre 1997 | - Playboy's Book of Lingerie, Janvier-Février 1998 - Playboy's Natural Beauties , Septembre 1998 - Playboy's 36 Uncensored Portraits , 1998 - Playboy's Tanned and Topless, 1999 - Playboy's 50 Hottest Nudes, Octobre-1999 - Playboy's Book of Lingerie, Septembre-Octobre 2000 - Playboy's Celebrating Centerfolds Vol. 5 , Mai 2000 - Playboy's Playmates Exposed, 2001 - Playboy's Pocket Playmates Vol 1 n°6 |

Dans l'édition française de Playboy, on retrouve Jennifer Allan dans le numéros 48 (Octobre 1996) et dans les hors-séries numéros 8 et 9.

## Filmographie
Vidéos
- 1996 : Playboy: Fast Women
- 1997 : Playboy Video Playmate Calendar 1998
- 1999 : Playboy: Playmate Pajama Party
- 2000 : Playboy: California Girls
- 2001 : Playboy: Red Hot redheads